# Troy Glaus
Troy Edward Glaus (né le 3 août 1976 à Tarzana quartier de Los Angeles en Californie, États-Unis) est un joueur de troisième but ayant joué dans la Ligue majeure de baseball de 1998 à 2010. 
Quatre fois invité au Match des étoiles et gagnant de deux Bâtons d'argent, Troy Glaus est élu joueur par excellence de la Série mondiale 2002 qui voit les Angels d'Anaheim remporter le premier titre de leur histoire.

## Carrière
Glaus est un choix de premier tour des Angels d'Anaheim en 1997

### Saison 2010
À 33 ans, Glaus reçoit pour la première fois de sa carrière en mai 2010 le titre de joueur du mois dans la Ligue nationale de baseball, après avoir maintenu une moyenne au bâton de,330 et une moyenne de puissance de,534, avec six circuits et 17 points produits.